# Арагоминас
Арагоминас (порт. Aragominas) — муниципалитет в Бразилии, входит в штат Токантинс. Составная часть мезорегиона Западный Токантинс. Входит в экономико-статистический микрорегион Арагуаина. Население составляет  5 882 человека на 2010 год. Занимает площадь 1 173,054 км². Плотность населения — 5,01 чел./км².

## Демография
Согласно сведениям, собранным в ходе переписи 2010 г. Национальным институтом географии и статистики (IBGE), население муниципалитета составляет:
| Полное население                               | Полное население                               | Полное население                               | Полное население                               | 5 882 |
| ---------------------------------------------- | ---------------------------------------------- | ---------------------------------------------- | ---------------------------------------------- | ----- |
| в том числе:                                   | Городское население                            | 2 230                                          | Процент городского населения, %                | 37,91 |
|                                                | Сельское население                             | 3 652                                          | Процент сельского населения, %                 | 62,09 |
|                                                | Мужское население                              | 3 138                                          | Процент мужского населения, %                  | 53,35 |
|                                                | Женское население                              | 2 744                                          | Процент женского населения, %                  | 46,65 |
| Плотность населения, чел/км²                   | Плотность населения, чел/км²                   | Плотность населения, чел/км²                   | Плотность населения, чел/км²                   | 5,01  |
| Население муниципалитета в % к населению штата | Население муниципалитета в % к населению штата | Население муниципалитета в % к населению штата | Население муниципалитета в % к населению штата | 0,43  |

По данным оценки 2016 года население муниципалитета составляет 5 910 жителей.

## Статистика
- Валовой внутренний продукт на 2003 составляет 12.394.524,00 реалов (данные: Бразильский институт географии и статистики).
- Валовой внутренний продукт на душу населения на 2003 составляет 1.653,04 реалов (данные: Бразильский институт географии и статистики).
- Индекс развития человеческого потенциала на 2000 составляет 0,626 (данные: Программа развития ООН).

## Важнейшие населенные пункты
| № | Населённый пункт | Населённый пункт (порт.) | Категория | Население чел. (2010) | На карте                       |
| - | ---------------- | ------------------------ | --------- | --------------------- | ------------------------------ |
| 1 | Арагоминас       | Aragominas               | город     | 2 230                 | 7°10′01″ ю. ш. 48°31′35″ з. д. |
| 2 | Витория-Регия    | Vitória Régia            | поселок   | 681                   | 6°41′25″ ю. ш. 48°41′51″ з. д. |
| 4 | Реунидас II      | Reunidas II              | поселок   | 509                   | 6°50′27″ ю. ш. 48°42′03″ з. д. |
| 3 | Бавиера          | Baviera                  | поселок   | 441                   | 6°50′06″ ю. ш. 48°49′54″ з. д. |